# 8032 Michaeladams
8032 Michaeladams è un asteroide della fascia principale. Scoperto nel 1992, presenta un'orbita caratterizzata da un semiasse maggiore pari a 2,3864777 UA e da un'eccentricità di 0,1751460, inclinata di 9,17960° rispetto all'eclittica.